# Nusa albibasis
Nusa albibasis är en tvåvingeart som beskrevs av Ricardo 1927. Nusa albibasis ingår i släktet Nusa och familjen rovflugor.
Artens utbredningsområde är Myanmar. Inga underarter finns listade i Catalogue of Life.